# Baby M
El caso Baby M (27 de marzo de 1986) fue el seudónimo utilizado en el proceso judicial para el bebé cuya paternidad legal estaba en disputa, en el contexto de un acuerdo de maternidad subrogada.
El caso Baby M fue el primer caso de custodia en Estados Unidos en el que un tribunal cedió la custodia a la pareja contratante en lugar de la madre biológica tras un acuerdo de maternidad subrogada tradicional. William Stern y Elizabeth Sthern firmaron un acuerdo de subrogación con Mary Beth Whitehead, a quien encontraron a través de un anuncio en un periódico. Según el acuerdo, Mary Beth Whitehead sería inseminada con el esperma de William Stern, quedaría embarazada y tras dar a luz renunciaría a sus derechos maternales en favor de Elizabeth Stern. Sin embargo, tras el nacimiento Mary Beth se arrepintió y decidió quedarse con su hija. William y Elizabeth Stern denunciaron a Mary Beth para ser reconocidos como los padres legales de la niña.
El tribunal de Nueva Jersey dictaminó que el acuerdo de subrogación era nulo, reconoció a Mary Beth Whitehead como la madre legal de la niña y ordenó que el Tribunal de la Familia determinase si la madre Whitehead o el padre Stern, debía tener la custodia legal de la niña, usando el análisis convencional del mejor interés del niño. El tribunal concedió la custodia a Stern y derechos de visita a Whitehead.
Al nacer, Mary Beth Whitehead llamó a Baby M Sara Elizabeth Whitehead. Fue rebautizada como Melissa Elizabeth Stern, tras la decisión sobre la custodia legal.

## Detalles
En marzo de 1984, Mary Beth Whitehead respondió a un anuncio del Centro de Infertilidad de Nueva York publicado en el Asbury Park Press  buscando mujeres dispuestas a ayudar a parejas infértiles a tener niños. Mary Beth era una mujer sin estudios que se casó con Richard Whitehead, un basurero, con quien tuvo dos hijos.
Elizabeth Stern tenía esclerosis múltiple y estaba preocupada por las implicaciones de salud que podía tener el embarazo, incluyendo parálisis temporal.
William Stern y Mary Beth Whitehead firmó un acuerdo de subrogación según el cual Mary Beth sería inseminada con el esperma de William, quedaría embarazada y tras dar a luz renunciaría a sus derechos maternales en favor de la mujer de William, Elizabeth. Según la prensa, los Stern hicieron la elección mirando su foto.[cita requerida]
El 27 de marzo de 1986, Mary Beth dio a luz a una hija, a quien bautizó como Sara Elizabeth Whitehead. Tres días más tarde, Mary Beth entregó el bebé a William y Elizabeth, quienes rebautizaron como Melissa Elizabeth Stern. Durante las 24 horas posteriores a transferir la custodia física a los Stern, Mary Beth fue a ellos y pidió que le devolvieran su hija, presuntamente amenazando con suicidiarse. Mary Beth abandonó Nueva Jersey llevándose a su hija con ella. Los Stern la denunciaron y la justicia congeló las cuentas bancarias de la familia Whitehead e hizo que se emitiese una orden de detención contra Mary Beth.[cita requerida]
El 31 de marzo de 1987, el juez Harvey . Sorkow de la Corte Superior de Nueva Jersey validó el contrato de subrogación y concedió la custodia a los Stern bajo un análisis del mejor interés del niño.
El 3 de febrero de 1988, la Corte Suprema de Nueva Jersey presidida por Robert Wilentz, declaró nulos los contratos de subrogación y remitió el caso al Tribunal de la Familia. El Tribunal de la Familia concedió la custodia a los Stern y derechos de visita a Whitehead.

## Importancia legal
El caso atrajo mucha atención ya que evidenció que las posibilidades de reproducción asistida con terceros suscitan nuevas preguntas legales y sociales sobre el significado de la paternidad y la posibilidad de contratar terceros para cuestiones de embarazo y parto.[cita requerida]
Entre otros puntos de controversia, las feministas debaten si los derechos básicos de las mujeres para hacer decisiones sobre su propio cuerpo implican la capacidad de renunciar por contrato a sus derechos de maternidad, o si reconocer dicho derecho conlleva altos riesgos de explotación.[cita requerida]
La decisión del tribunal de Nueva Jersey de que ningún contrato puede alterar la posición legal de una mujer que pare un hijo parecía resolver la cuestión del estado de los contratos de subrogación en Estados Unidos, al menos hasta que los avances tecnológicos permitiesen la subrogación gestacional, en la que una mujer gesta y pare un hijo con el que no tiene ninguna relación genética, reabrieron el debate en muchas jurisdicciones.
Al menos en Nueva Jersey, la sentencia del caso Baby M sigue siendo precedente legal. En 2009, la Corte Superior de Nueva Jersey decidió que la sentencia del caso Baby M se aplica a la subrogación gestacional igual que a la subrogación tradicional. En el caso A.G.R. contra D.R.H. y S.H., los padres intencionales, una pareja hombres homosexuales, utilizaron los óvulos de una donante anónima y el esperma de uno de los maridos. La hermana del otro marido gestó el bebé y lo entregó a su hermano y su marido. Sin embargo, un año después reclamó sus derechos como madre. El juez Francis Schultz se apoyó en el precedente el caso Baby M para reconocer a la madre gestacional como la madre legal del niño. Más tarde, en 2011, otra sentencia otorgó la custodia al padre.

## Consecuencias
Tras alcanzar la mayoría de edad en marzo de 2004, Melissa Stern renunció a la maternidad de Mary Beth y formalizó la maternidad de Elizabeth mediante un proceso de adopción. Mary Beth se divorció y se casó con Dean Gould, con quien tuvo otros dos hijos.
La madre biológica, Mary Beth Whitehead, escribió un libro sobre su experiencia en 1989.

## En la cultura popular
La cadena ABC realizó una miniserie titulada Baby M que se emitió en mayo de 1988. La miniserie fue protagonizada por JoBeth Williams como Mary Beth Whitehead, John Shea como William Stern, Bruce Weitz como el marido de Mary Beth, Robin Strasser como Elizabeth Sterb y Dabney Coleman como Gary Skoloff. La miniserie recibió siete nominaciones Emmy incluyendo la de Miniserie Excepcional, el cual no ganó.
En 1989, Mary Beth Whitehead publicó su libro sobre sus experiencias «Historia de una madre, la verdad sobre el caso Baby M» (en inglés: A Mother's Story: The Truth About the Baby M Case).